# 可持续生态学
可持续生态学是一门研究可持续发展中社会、经济、环境三个维度之间相互关系的学科，能够用生态学原理和方法解决自然与社会经济协调发展问题，也是生态学不断将人类及其社会经济活动纳入研究范畴而形成的自然科学与社会科学的交叉学科。
2011年国务院学位委员会将生态学升级为一级学科。2018年6月5日，国务院学位委员会生态学科评议组发布了新的生态学二级学科方向，包括动物生态学、植物生态学、微生物生态学、生态系统生态学、景观生态学、修复生态学和可持续生态学七个二级学科方向。自此可持续生态学(sustainability ecology)作为生态学一级学科下的二级学科正式问世。